# Sarkopenia
Sarkopenia (sarcopaenia z grec. σάρξ „sárx” ciało, mięśnie; πενῐ́ᾱ „penia” utrata, ubóstwo) – związany z wiekiem zespół charakteryzujący się utratą masy mięśniowej i funkcji mięśni szkieletowych. Choroba ta najczęściej diagnozowana jest u osób starszych, jednak może występować w przypadku innych chorób niezwiązanych z wiekiem. Sarkopenia jest skorelowana z niepełnosprawnością ruchową, niską jakością życia i przedwczesną śmiercią. Pierwszymi objawami jest spadek siły i pogorszenie sprawności fizycznej. Termin sarkopenia został zaproponowany w 1988 roku przez doktora Irwina Rosenberga.
Praktycznym kryterium rozpoznania sarkopenii jest:
- niska masa mięśniowa
- niska siła mięśniowa (dynapenia[4])
- niska sprawność fizyczna

## Epidemiologia
Sarkopenia diagnozowana jest przede wszystkim u osób starszych. Rozpowszechnienie sarkopenii w grupie 60-70 lat szacuje się od 5 do 13%, a w grupie osób powyżej 80 roku życia od 11 do 50%. Częstość przypadków sarkopenii rośnie u osób w trakcie leczenia, przebywających w domach opieki i samotnych.

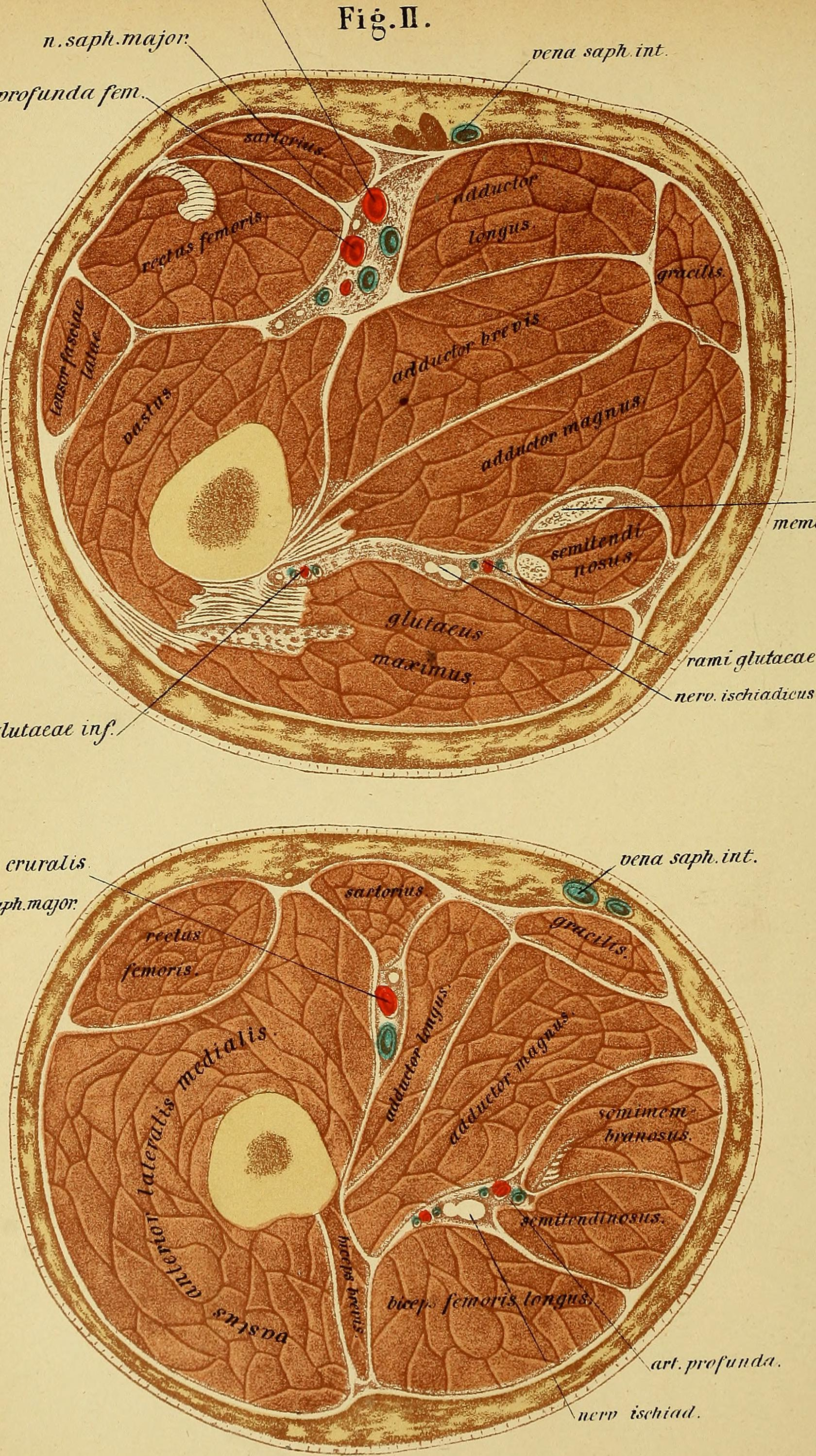
Sarkopenia jest szczególnie widoczna w przypadku zmiany przekroju największego i najsilniejszego zespołu mięśni w ciele człowieka - mięśni uda.

Od 3 dekady życia następuje widoczny spadek masy mięśniowej, pierwsze objawy spadku masy mięśniowej postępujące w sposób lawinowy mogą pojawić się już w 4 dekadzie życia, prowadząc do utraty nawet 50% masy mięśniowej do 8 dekady życia. Biorąc pod uwagę, ze mięśnie w szczytowym momencie mogą stanowić 60% masy ciała i zarazem zapasów białka w ciele, patologiczne zmiany związane z tą ważną metabolicznie tkanką mają poważne konsekwencje dla zdrowia w każdym wieku.

## Przyczyny i czynniki ryzyka sarkopenii
Mechanizm rozwoju sarkopenii jest wieloczynnikowy i nie do końca poznany.
- brak aktywności lub mała aktywność fizyczna prowadzi do: oporności anabolicznej (ang. anabolic resistance) włókien mięśniowych typu II, insulinooporności, rozwoju ogólnoustrojowego stanu zapalnego, redukcji komórek pomocniczych (satelitarnych) włókien mięśniowych[7] oraz spadku gęstości naczyń włosowatych[8][3]. Stan nieważkości – najbardziej podatne na zanik są włókna mięśniowe typu I (zanik z nieużywania).

- wiek – wraz z wiekiem zanikają komórki rogów przednich rdzenia kręgowego i włókna gałęzi brzusznych nerwów rdzeniowych (utrata motoneuronów), zachodzi przebudowa i zwyrodnienie złączy nerwowo-mięśniowych, także utrata włókien mięśniowych oraz ich atrofia[3].
- niewystarczająca podaż kalorii w diecie związana z m.in. złą sytuacją materialną, izolacją społeczną, występowaniem chorób, wielolekowością
- niedobór w diecie białka dobrej jakości[9][10]. Minimalna podaż białka w diecie to 1,2 g/kg masy ciała/doba
- ryzykowne samodzielne próby ograniczenia masy ciała u osób starszych. Idealne BMI u osób po 65 roku życia powinno zawierać się w zakresie 22 - 27 BMI kg/m²[11]
- choroby przewodu pokarmowego (zwłaszcza zespoły złego wchłaniania) i niedożywienie
- stres oksydacyjny[12]
- przewlekłe choroby zapalne, np. reumatoidalne zapalenie stawów
- insulinooporność[1]
- wzrost udziału tkanki tłuszczowej w procentowym składzie ciała[10]
- spadek poziom testosteronu[3], hiperkortyzolemia, zmniejszenie wydzielania hormonu wzrostu i IGF-1, nadczynność tarczycy
- wzrost poziomu kortyzolu i cytokin prozapalnych[13]
- płeć żeńska[13]
- rasa – kaukaska, azjatycka i Latynosi[13]
- choroby wyniszczające[10], np. AIDS[14], ciężka niewydolność narządowa
- leki[10] – glikokortykosteroidy, niektóre antybiotyki, środki przeciwretrowirusowe, digoksyna, morfina, fluoksetyna, polipragmazja
- uzależnienia od stymulantów (alkohol, narkotyki, nikotynizm)
- osłabieniem funkcji poznawczych[15], otępienie[15].
- niedobory składników odżywczych w diecie m.in. witaminy D[11], kwasów omega-3[11], antyoksydantów jak karotenoidy[11], witamina C[11], witamina E[11], selen[11], cynk, magnez, wapń. Nie ma pewnych dowodów na ochronne działanie syntetycznych antyoksydantów dlatego odżywianie powinno być racjonalne, a dieta obfitować w naturalne źródła antyoksydantów, polifenoli[11].
- uwarunkowania genetyczne

## Skutki sarkopenii
- obniżenie jakości życia, subiektywne uczucie zmęczenia, wolny chód - jeden z kryteriów rozpoznania
- główny objaw zespołu słabości
- niezamierzona utrata masy ciała (wyjątek stanowi otyłość sarkopeniczna)
- zwiększona liczba upadków zwłaszcza w przypadku osłabienia mięśni nóg[16]

- niepełnosprawność, brak samodzielności w wykonywaniu codziennych czynności
- zwiększona śmiertelność - utrata masy mięśniowej, a zwłaszcza siły mięśniowej jest istotnym czynnikiem ryzyka zgonu w średnim i podeszłym wieku.
- większe ryzyko infekcji, zwłaszcza w przypadku zakażeń szpitalnych
- rozwój insulinooporności[1], mięśnie są największym „receptorem” insulinowym w organizmie
- zwiększone ryzyko cukrzycy typu 2
- zwiększony rozwój stanów zapalnych
- rozwinięcie otyłości sarkopenicznej, otłuszczenie mięśni (marmurkowatość[17])[6]
- osteoporoza[18][10][13]
- osłabienie przepony może zwiększyć ryzyko przepukliny roztworu przełykowego[10]
- utrata masy mięśniowej wpływa na zaburzenie termoregulacji, przy zakażeniu może dojść do utraty reakcji obronnej organizmu w postaci gorączki[19][20].

## Profilaktyka i leczenie
Celem leczenia jest poprawa siły mięśniowej i zapobieganie powikłaniom.
1. kinezyterapia – ćwiczenia oporowe oraz połączenie ćwiczeń oporowych w programach multimdalnych z aerobowymi – jedyna udokumentowana, skuteczna terapia zespołu sarkopenicznego[1][5][18].Ćwiczenia izometryczne mięśni w wodzie – hydroterapia.

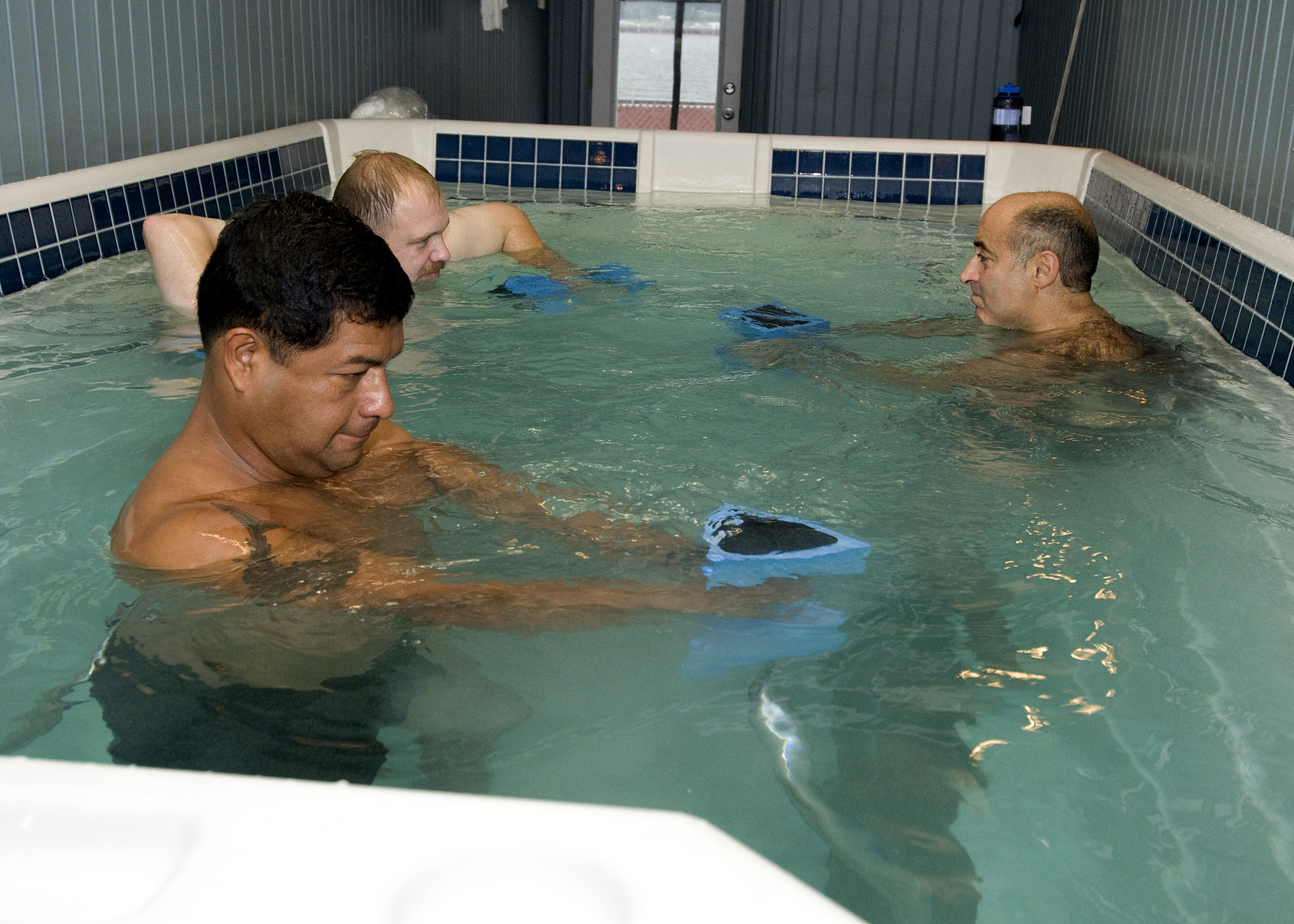
Ćwiczenia izometryczne mięśni w wodzie – hydroterapia.

2. suplementacja białkowa – rola wspomagająca
  - regularna suplementacja aminokwasów egzogennych rozgałęzionych BCAA i spożywanie pokarmów bogatych w te aminokwasy, zwłaszcza leucyny[21][22][23], wpływa korzystnie m.in. na stymulację biosyntezy białek mięśni szkieletowych[1].
  - minimalna podaż białka na poziomie 1,2 g/kg masy ciała/doba[8].
  - 20 do 40 g białka przed, w trakcie lub po treningu powinno wpłynąć na stymulację syntezy białek[3]. Preferowane są źródła zawierające dużo leucyny[24] np. białka serwatki, białka mleczne[25].
  - białko nie powinno być zjadana wraz z tłuszczami i węglowodanami (dieta rozdzielna)[26], ponieważ rzekomo nie uzyska się odpowiedniego efektu stymulującego syntezę białek mięśniowych[18].
  - dieta wysokotłuszczowa jest niekorzystna dla chorych[18].
3. suplementacja innych składników odżywczych, adaptogenów i środków ergogenicznych (podnoszących wydolność) – rola wspomagająca
  - witamina D szczególnie istotna u osób po 65 roku życia, unikających słońca, o ciemnej karnacji, mających problemy utrudniające trawienie i wchłanianie oraz zdrowotne wpływające na metabolizm tej witaminy[27].
  - kwasy omega-3
  - kreatyna[28]
  - HMB (metabolit leucyny)[29]
4. leczenie farmakologiczne – rola wspomagająca
  - leczenie przyczynowe – np. właściwa kontrola chorób zapalnych, leczenie zaburzeń endokrynologicznych, unikanie polipragmazji.
  - u mężczyzn z hipogonadyzmem leczenie testosteronem jest skuteczną metodą na zachowanie masy mięśniowej, jednak następstwo długotrwałego stosowania egzogennego testosteronu na zdrowie nie są znane.
  - DHEA, hormon wzrostu, miostatyna – znaczenie niejednoznaczne lub wątpliwe.
5. fizykoterapia (elektrostymulacja, magnetoterapia, masaż klasyczny, wibracja całego ciała (ang. Whole body vibration) - nowa obiecująca metoda wzmacniania mięśni[30])[18] – rola wspomagająca
6. Metody eksperymentalne i alternatywne
  - badania na myszach wykazały, że usunięcie starzejących się komórek[31] lub krótkotrwała indukcja czynników Yamanaka[32] aktywująca komórki macierzyste może opóźniać lub odwracać starzenie się organizmu i mięśni szkieletowych.
  - umiarkowana restrykcja kaloryczna, przy jednoczesnym niedopuszczeniu do niedożywienia wpływa korzystnie za zachowanie masy mięśniowej[33].

## Kryteria rozpoznania, podział
W roku 2010 Europejska Grupa Robocza ds. Sarkopenii (ang. The European Working Group on Sarcopenia in Older People - EWGSOP), zaproponowała kryteria rozpoznania sarkopenii.
Rozpoznanie sarkopenii wymaga obiektywnego potwierdzenia obniżenia wskaźników masy mięśniowej i siły mięśni lub sprawności fizycznej.
1. Badanie masy mięśniowej metodą absorpcjometrii dwóch wiązek promieni rentgenowskich o różnych energiach (DEXA) lub metodą bioimpedancji elektrycznej (BIA).
2. Ocena siły mięśniowej – dynamometr do oceny siły uścisku ręki. Ocena sprawności fizycznej – np. test "wstań i idź na czas" (timed get-up-and-go, TGUG).

### Podział sarkopenii[34]
1. Pierwotna – utrata masy i siły mięśniowej związana z wiekiem
2. Wtórna – obniżenie masy mięśni, utrata sprawności fizycznej w wyniku innych czynników niż tylko starzenie się organizmu

### Etapy sarkopenii
- I. presarkopenia — izolowane zmniejszenie masy mięśni szkieletowych;
- II. sarkopenia właściwa — utrata masy mięśniowej w połączeniu z osłabieniem mięśni lub spadkiem sprawności fizycznej;
- III. ciężka postać sarkopenii — u chorego występują 3 składowe: spadek masy i siły mięśniowej oraz obniżenie sprawności ruchowej.

## Otyłość sarkopeniczna
Otyłość sarkopeniczna jest współwystępowaniem otyłości i sarkopenii. Do powstania otyłości sarkopenicznej dochodzi w wyniku szybkiej utraty masy tkanki mięśniowej, podczas gdy masa tkanki tłuszczowej ulega zachowaniu lub nawet zwiększeniu. Objawem otyłości sarkopenicznej jest wyraźny spadek siły. Sarkopenia jest związana z pogorszeniem jakości życia, większym ryzykiem chorób współistniejących oraz większą śmiertelnością. Wykazano, że otyłość sarkopeniczna jest związana z większą śmiertelnością, chorobami narządu krążenia, niepełnosprawnością, cukrzycą, marskością wątroby, PCOS, zwiększoną częstością powikłań okołooperacyjnych.
Z uwagi na trudności w leczeniu następstw otyłości sarkopenicznej istotna jest profilaktyka skupiona przede wszystkim na utrzymaniu urozmaiconej aktywności fizycznej oraz wystarczającej podaży białka w diecie. Do czynników ryzyka otyłości sarkopenicznej należą m.in.:
- nadmierne spożycie energii
- brak aktywności fizycznej
- stany zapalne o niskim natężeniu
- insulinooporność